# Metrioptera domogledi
Metrioptera domogledi är en insektsart som först beskrevs av Brunner von Wattenwyl 1882.  Metrioptera domogledi ingår i släktet Metrioptera och familjen vårtbitare. IUCN kategoriserar arten globalt som sårbar. Inga underarter finns listade i Catalogue of Life.